# Helvia Recina Volley Macerata 2020-2021
Questa voce raccoglie le informazioni riguardanti l'Helvia Recina Volley Macerata nelle competizioni ufficiali della stagione 2020-2021.

## Organigramma societario
Area direttiva
- Presidente: Pietro Paolella

Area tecnica
- Allenatore: Luca Paniconi
- Allenatore in seconda: Michele Carancini

## Rosa
| N° | Nome               | Ruolo | Data di nascita  | Squadra |
| -- | ------------------ | ----- | ---------------- | ------- |
| 1  | Valentina Pomili   | S     | 21 ottobre 1994  | Italia  |
| 2  | Melissa Martinelli | C     | 23 marzo 1993    | Italia  |
| 4  | Elisa Lancellotti  | P     | 23 febbraio 1991 | Italia  |
| 5  | Morgana Giubilato  | S     | 13 aprile 2001   | Italia  |
| 7  | Sofia Renieri      | O     | 24 luglio 1997   | Italia  |
| 8  | Martina Pirro      | O     | 7 febbraio 1999  | Italia  |
| 9  | Aleksandra Lipska  | S     | 25 febbraio 1998 | Polonia |
| 10 | Ilenia Peretti     | P     | 1º dicembre 1997 | Italia  |
| 11 | Giulia Mancini     | C     | 23 maggio 1998   | Italia  |
| 12 | Ilaria Maruotti    | S     | 22 febbraio 1994 | Italia  |
| 13 | Elisa Rita         | C     | 21 aprile 1993   | Italia  |
| 14 | Giulia Galletti    | P     | 4 giugno 1999    | Italia  |
| 17 | Sara Sopranzetti   | L     | 17 marzo 2001    | Italia  |
| 18 | Veronica Bisconti  | L     | 27 gennaio 1991  | Italia  |

## Risultati

### Serie A2

#### Girone di andata
| 1ª giornata - 20 settembre 2020 PalaFontescodella, Macerata                       | Helvia Recina    | 3 - 0 | Libertas Martignacco | 27-25, 25-15, 25-19               |
| 2ª giornata - 27 settembre 2020 Palazzetto dello Sport, San Giovanni in Marignano | Adolfo Consolini | 3 - 0 | Helvia Recina        | 25-18, 25-21, 25-20               |
| 4ª giornata - 11 ottobre 2020 PalaScoppa, Soverato                                | Soverato         | 3 - 2 | Helvia Recina        | 12-25, 26-24, 25-20, 18-25, 15-8  |
| 5ª giornata - 15 ottobre 2020 PalaFontescodella, Macerata                         | Helvia Recina    | 3 - 2 | Talmassons           | 28-26, 13-25, 25-20, 23-25, 15-13 |
| 6ª giornata - 18 ottobre 2020 PalaFontescodella, Macerata                         | Helvia Recina    | 1 - 3 | Olimpia Teodora      | 17-25, 26-28, 25-22, 23-25        |
| 7ª giornata - 25 ottobre 2020 PalaCesari, Cutrofiano                              | Cutrofiano       | 3 - 1 | Helvia Recina        | 25-19, 25-20, 26-28, 25-20        |
| 8ª giornata - 1º novembre 2020 PalaDionigi, Vallefoglia                           | Megavolley       | 1 - 3 | Helvia Recina        | 25-19, 16-25, 22-25, 26-28        |
| 9ª giornata - 28 dicembre 2020 PalaFontescodella, Macerata                        | Helvia Recina    | 3 - 0 | Montecchio Maggiore  | 25-23, 25-19, 25-21               |

#### Girone di ritorno
| 10ª giornata - 15 novembre 2020 Palazzetto dello sport, Martignacco | Libertas Martignacco | 3 - 1 | Helvia Recina    | 25-23, 25-22, 18-25, 25-21        |
| 11ª giornata - 13 gennaio 2021 PalaFontescodella, Macerata          | Helvia Recina        | 3 - 2 | Adolfo Consolini | 23-25, 25-16, 25-23, 17-25, 15-11 |
| 13ª giornata - 17 febbraio 2021 PalaFontescodella, Macerata         | Helvia Recina        | 3 - 1 | Soverato         | 25-18, 26-28, 25-9, 25-17         |
| 14ª giornata - 10 gennaio 2021 Palestra comunale, Talmassons        | Talmassons           | 1 - 3 | Helvia Recina    | 24-26, 17-25, 25-22, 22-25        |
| 15ª giornata - 20 gennaio 2021 PalaCosta, Ravenna                   | Olimpia Teodora      | 2 - 3 | Helvia Recina    | 25-18, 16-25, 19-25, 25-14, 10-15 |
| 16ª giornata - 5 febbraio 2021 PalaFontescodella, Macerata          | Helvia Recina        | 3 - 2 | Cutrofiano       | 25-20, 24-26, 25-19, 11-25, 15-12 |
| 17ª giornata - 17 gennaio 2021 PalaFontescodella, Macerata          | Helvia Recina        | 3 - 2 | Megavolley       | 19-25, 25-20, 17-25, 27-25, 15-10 |
| 18ª giornata - 31 gennaio 2021 PalaCollodi, Montecchio Maggiore     | Montecchio Maggiore  | 0 - 3 | Helvia Recina    | 22-25, 23-25, 27-29               |

### Pool promozione

#### Girone di andata
| 1ª giornata - 14 aprile 2021 Palazzetto dello sport, Pinerolo       | Pinerolo         | 1 - 3 | Helvia Recina | 19-25, 25-18, 15-25, 23-25        |
| 2ª giornata - 7 marzo 2021 PalaFontescodella, Macerata              | Helvia Recina    | 3 - 1 | Marsala       | 25-21, 18-25, 25-22, 25-18        |
| 3ª giornata - 17 marzo 2021 PalaFontescodella, Macerata             | Helvia Recina    | 3 - 2 | Mondovì       | 25-23, 25-18, 29-31, 24-26, 16-14 |
| 4ª giornata - 2 maggio 2021 Palestra Santissima Consolata, Sassuolo | Academy Sassuolo | 3 - 1 | Helvia Recina | 25-13, 25-23, 25-27, 25-13        |
| 5ª giornata - 21 marzo 2021 PalaFontescodella, Macerata             | Helvia Recina    | 3 - 1 | Roma Club     | 26-24, 25-14, 20-25, 25-13        |

#### Girone di ritorno
| 6ª giornata - 27 marzo 2021 PalaFontescodella, Macerata  | Helvia Recina | 2 - 3 | Pinerolo         | 24-26, 25-23, 20-25, 25-21, 12-15 |
| 7ª giornata - 31 marzo 2021 PalaBellina, Marsala         | Marsala       | 3 - 2 | Helvia Recina    | 20-25, 25-19, 22-25, 25-21, 15-12 |
| 8ª giornata - 11 aprile 2021 PalaManera, Mondovì         | Mondovì       | 1 - 3 | Helvia Recina    | 25-27, 24-26, 25-20, 22-25        |
| 9ª giornata - 17 aprile 2021 PalaFontescodella, Macerata | Helvia Recina | 3 - 0 | Academy Sassuolo | 27-25, 25-21, 25-20               |
| 10ª giornata - 25 aprile 2021 PalaFonte, Roma            | Roma Club     | 3 - 2 | Helvia Recina    | 16-25, 25-21, 20-25, 25-16, 15-9  |

#### Play-off promozione
| Quarti di finale (gara 1) - 12 maggio 2021 Palestra Consolata, Sassuolo | Academy Sassuolo | 2 - 3 | Helvia Recina    | 21-25, 25-19, 24-26, 25-19, 8-15                    |
| Quarti di finale (gara 2) - 16 maggio 2021 PalaFontescodella, Macerata  | Helvia Recina    | 2 - 3 | Academy Sassuolo | 22-25, 26-24, 25-21, 20-25, 15-17 Golden set: 13-15 |

### Coppa Italia di Serie A2
| Quarti di finale - 3 marzo 2021 PalaFonte, Roma     | Roma Club     | 2 - 3 | Helvia Recina | 25-21, 25-20, 23-25, 21-25, 12-15 |
| Semifinali - 11 marzo 2021 PalaDionigi, Vallefoglia | Megavolley    | -     | Helvia Recina | annullata                         |
| Finale - 14 marzo 2021 RDS Stadium, Rimini          | Helvia Recina | 3 - 0 | Mondovì       | 25-23, 25-20, 25-23               |